# بيتر رودون
بيتر رودون (بالإنجليزية: Peter Rodon)‏ هو لاعب كرة قدم بريطاني في مركز الهجوم، ولد في عقد 1940 في ويلز في المملكة المتحدة، وتوفي في 2000 في سوانزي في المملكة المتحدة. لعب مع برادفورد سيتي وسوانزي سيتي.